# Theclinesthes albocincta
Theclinesthes albocincta är en fjärilsart som beskrevs av Waterhouse 1903. Theclinesthes albocincta ingår i släktet Theclinesthes och familjen juvelvingar. Inga underarter finns listade i Catalogue of Life.